# الجيئات (حزم العدين)

تعديل مصدري - تعديل

الجيئات محلة تابعة لقرية المزابر، التابعة لعزلة بني وائل بمديرية حزم العدين إحدى مديريات محافظة إب في الجمهورية اليمنية، بلغ تعداد سكانها 22 حسب تعداد اليمن لعام 2004.